# Wielki samouk
Wielki samouk – jeden z utworów Tadeusza Twarogowskiego stanowiących zbeletryzowane biografie uczonych. Wydana w 1961 książka ma bardziej fabularny i literacki charakter niż późniejsze tego rodzaju utwory Twarogowskiego, jak Droga do Cambridge. Poświęcona jest fizykowi Michaelowi Faradayowi. Podobnie jak Droga do Cambridge relacjonuje stan wiedzy naukowej przed Faradayem tak, by czytelnik mógł dokonać samodzielnej oceny wkładu bohatera w rozwój nauki.